# Notting Hill Carnival

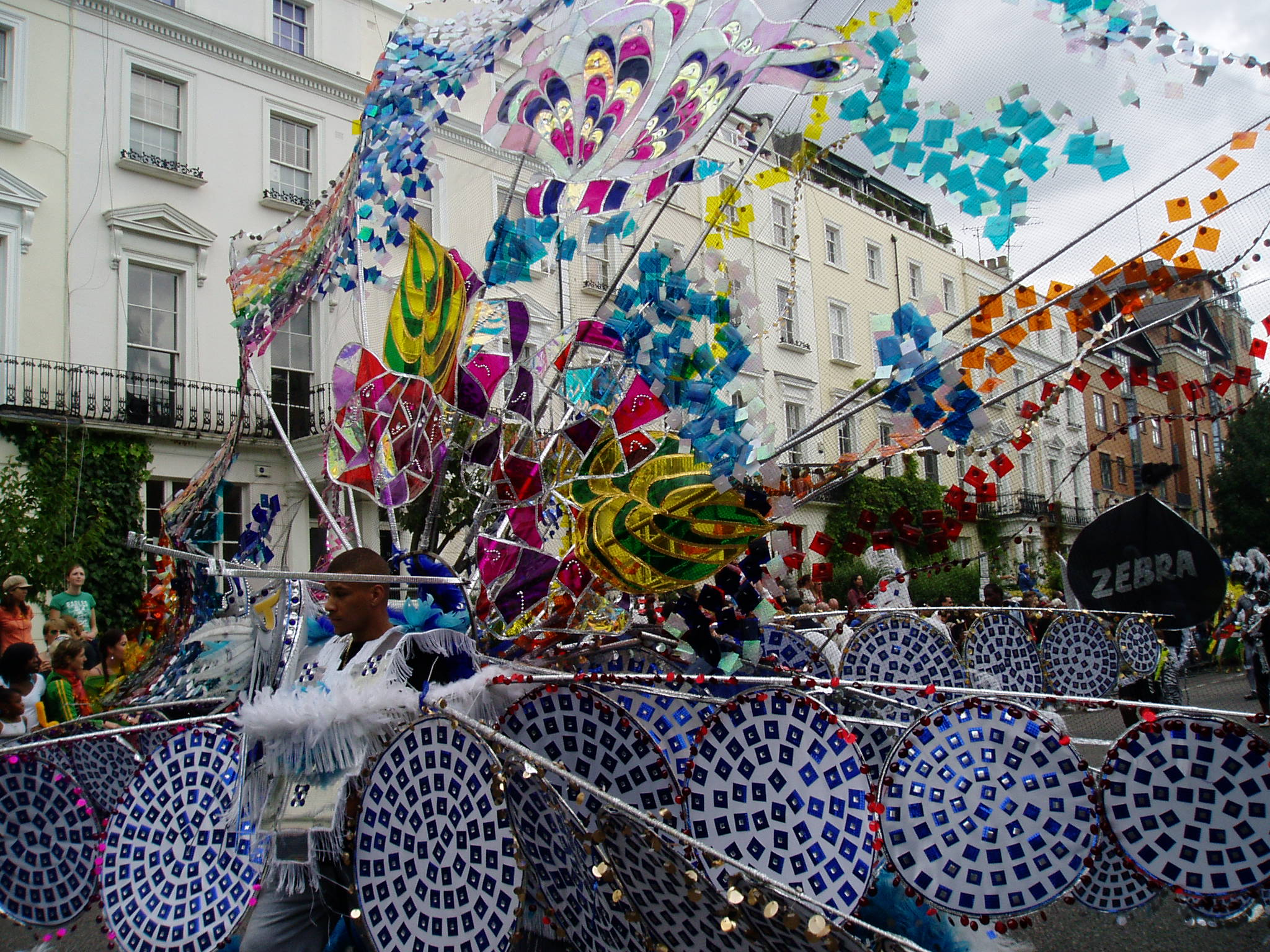
Kostümierter beim Notting Hill Carnival in London

Tänzerin (2004)

Der Notting Hill Carnival ist eine mehrtägige Veranstaltung unter freiem Himmel, die jährlich am letzten Augustwochenende in Notting Hill in London stattfindet. Der Carnival zieht bis zu zwei Millionen Teilnehmer und Schaulustige an und ist damit eine der größten Massenveranstaltungen in Europa. Charakteristisch ist die hohe Beteiligung afrikanischer und karibischer Einwanderer.
Der Carnival beginnt stets an einem Samstag mit dem Panorama, einem Wettbewerb Londoner Steelbands, als Höhepunkt, sonntags finden der J'ouvert und ein Umzug von Kindern und Jugendlichen statt, und am Montag – immer am August Bank Holiday, einem britischen Feiertag – schließlich findet die Hauptparade statt. Deren Route erstreckt sich über fünf Kilometer durch die Hauptstraßen von Notting Hill. Neben Trucks mit Steelbands oder mobilen Soundanlagen sorgen kostümierte Gruppen und über vierzig Bühnen und Anlagen auf dem Veranstaltungsgelände mit hoher Lautstärke für Stimmung.
Der Carnival wurde von der aus der Karibik stammenden (geboren in St. Lucia) politischen Aktivistin Claudia Jones im Januar 1959 initiiert und fand als Party in der St. Pancras Town Hall statt. Er war eine Protestveranstaltung gegen massive rassistische Übergriffe auf Einwanderer im Jahr zuvor (Notting Hill Riots) und einen rassistisch motivierten Mord an einem jungen Einwanderer im Frühjahr darauf. Über Kultur sollte das Recht auf Menschenwürde und Gleichberechtigung demonstriert werden. Das Motto lautete: “A people’s art is the genesis of their freedom” (Die Kunst eines Volkes ist der Beginn seiner Freiheit).
Die Veranstaltung war ein großer Erfolg und wurde in den nächsten Jahren in immer größeren Hallen wiederholt. Nach einem Kinderfest im August 1965 mit Russ Henderson wurde von Mitgliedern der London Free School in Abstimmung mit den Organisatoren des Claudia-Jones-Karnevals der Notting Hill Carnival in den August als Festival in den Straßen des Viertels verlegt. Daran nahmen auch Mitglieder der ursprünglichen Veranstaltung teil. In den Anfangsjahren gab es allerdings kaum mehr als 1000 Teilnehmer.
In den darauffolgenden Jahren bekam der Carnival eine deutlich karibische Farbe. Mitte der 1970er nahmen 150.000 Menschen teil. 1976 kam es zu Ausschreitungen, da Teile der jugendlichen Bevölkerung ihrer Frustration gegen die Polizei freien Lauf ließen – eine Reaktion auf die Schikanen, denen sie im Alltag begegneten. Die Proteste und Ausschreitungen wiederholten sich, wenn auch in geringerem Maße, in den folgenden Jahren, so dass ein Verbot der Veranstaltung in den Medien diskutiert wurde. Prinz Charles war in dieser Zeit eine der wenigen Persönlichkeiten, die die Veranstaltung dennoch befürworteten und unterstützten.

## Film
- Don Letts – Carnival! (2009)